# 道格·萨旺特
道格·彼得·萨旺特（英語：Douglas Peter Savant，1964年6月21日—）是美国演员，以其在电视剧绝望的主妇中扮演的汤姆·斯卡沃（Tom Scavo）一角色而闻名。

## 简介

### 从艺经历
1992至1997在电视剧《飞越情海》（Melrose Place）中扮演马特·菲尔丁（Matt Fielding）。

### 个人生活
有四个儿女。